# Mohammad Bageri Motamed
Mohammad Bageri Motamed (per. محمد باقری معتمد‎) (Teheran, Iran, 24. siječnja 1986.) je iranski taekwondoaš. Osvajač je srebrne medalje na Olimpijadi u Londonu 2012. Također, sportaš je bio svjetski i azijski prvak te pobjednik Univerzijade.

## Olimpijske igre

### OI 2012. London
| London 2012.    | London 2012.             | London 2012.                    | London 2012. |
| Protivnik       | Zemlja                   | Uspjeh                          | Natjecanje   |
| --------------- | ------------------------ | ------------------------------- | ------------ |
| David Boui      | Srednjoafrička Republika | 7:2; pobjeda                    | 1. krug      |
| Rohullah Nikpai | Afganistan               | 5:4; pobjeda zlatnim bodom      | četvrtfinale |
| Diogo Silva     | Brazil                   | 5:5; pobjeda zbog superiornosti | polufinale   |
| Servet Tazegül  | Turska                   | 5:6; poraz                      | finale       |

## Vanjske poveznice
- WTF.org  Arhivirana inačica izvorne stranice od 26. veljače 2012. (Wayback Machine)